# Oostenrijk op het Eurovisiesongfestival 2017

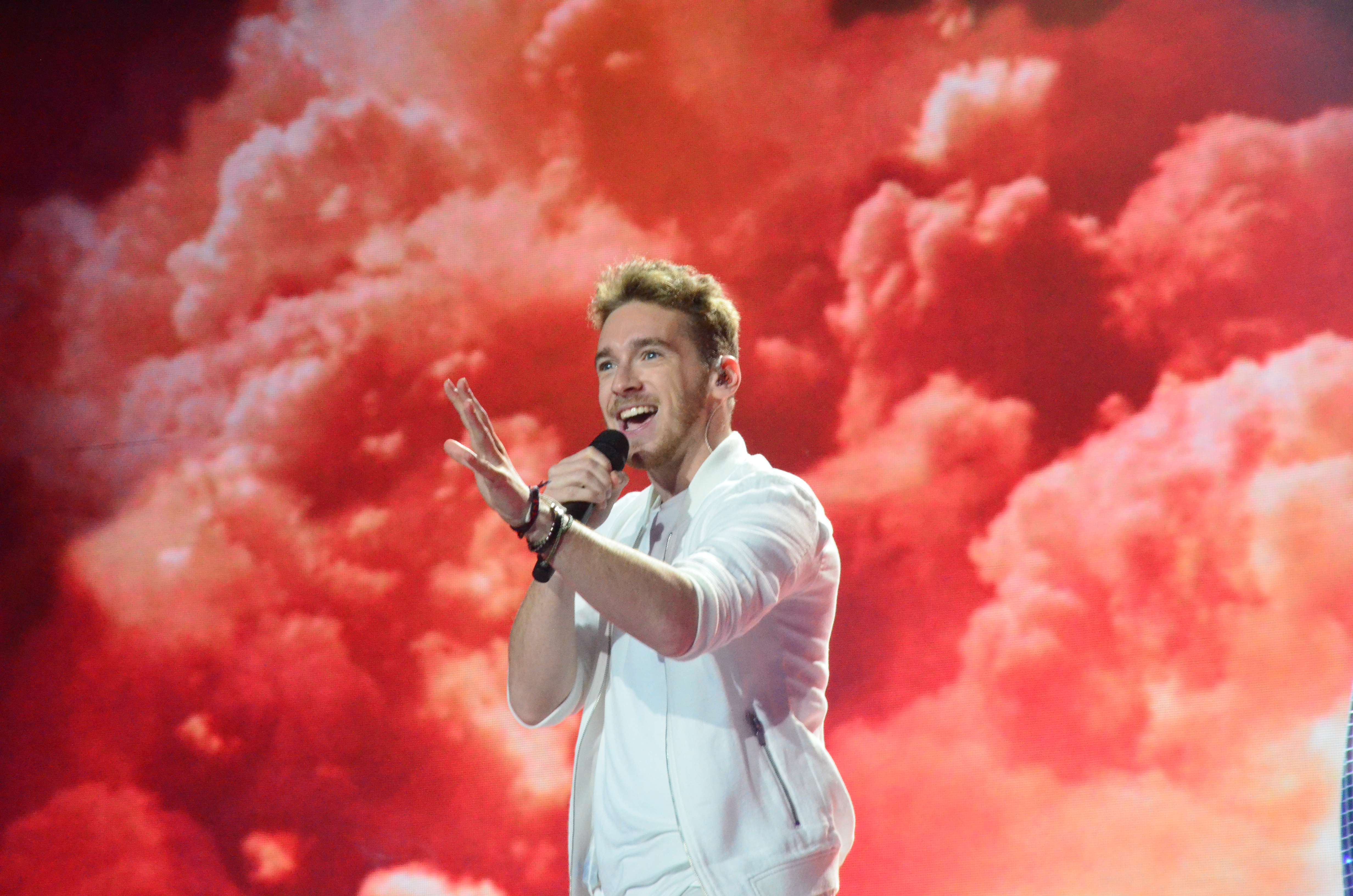
Nathan Trent tijdens de generale repetitie voor de finale van het Eurovisiesongfestival 2017

Oostenrijk nam deel aan het Eurovisiesongfestival 2017 in Kiev, Oekraïne. Het was de 50ste deelname van het land op het Eurovisiesongfestival. ORF was verantwoordelijk voor de Oostenrijkse bijdrage voor de editie van 2017.

## Selectieprocedure
Op 19 december 2016 maakte ORF bekend dat het intern had gekozen om Nathan Trent af te vaardigen naar het Eurovisiesongfestival. Het nummer waarmee hij naar Kiev zal trekken, werd op 28 februari bekendgemaakt. Het kreeg als titel Running on air.

## In Kiev
Oostenrijk wist zich te plaatsen voor de finale door in diens halve finale als zevende te eindigen. In die finale eindigde Oostenrijk als zestiende.
1957 · 1958 · 1959 · 1960 · 1961 · 1962 · 1963 · 1964 · 1965 · 1966 · 1967 · 1968 · 1969-1970 · 1971 · 1972 · 1973-1975 · 1976 · 1977 · 1978 · 1979 · 1980 · 1981 · 1982 · 1983 · 1984 · 1985 · 1986 · 1987 · 1988 · 1989 · 1990 · 1991 · 1992 · 1993 · 1994 · 1995 · 1996 · 1997 · 1998 · 1999 · 2000 · 2001 · 2002 · 2003 · 2004 · 2005 · 2006 · 2007 · 2008-2010 · 2011 · 2012 · 2013 · 2014 · 2015 · 2016 · 2017 · 2018 · 2019 · 2020 · 2021 · 2022 · 2023 · 2024 · 2025
Albanië · Armenië · Australië · Azerbeidzjan · België · Bulgarije · Cyprus · Denemarken · Duitsland · Estland · Finland · Frankrijk · Georgië · Griekenland · Hongarije · Ierland · IJsland · Israël · Italië · Kroatië · Letland · Litouwen · Macedonië · Malta · Moldavië · Montenegro · Nederland · Noorwegen · Oekraïne · Oostenrijk · Polen · Portugal · Roemenië · San Marino · Servië · Slovenië · Spanje · Tsjechië · Verenigd Koninkrijk · Wit-Rusland · Zweden · Zwitserland